# Leyland Princess
O Princess é um automóvel de segmento D produzido no Reino Unido pela divisão Austin-Morris da British Leyland de 1975 a 1981 (1982 na Nova Zelândia). O carro herdou uma configuração de tração dianteira/motor transversal de seu antecessor, a linha Austin/Morris 1800. Isto ainda era incomum na Europa para carros deste tipo e deu ao Princess uma vantagem de espaço na cabine quando comparado com carros de tamanho semelhante de fabricantes concorrentes.
O carro, que tinha o código de design ADO71, foi originalmente comercializado como Austin/Morris/Wolseley série 18–22. Antes do Salão Automóvel de Londres de outubro de 1975, a linha foi rebatizada de "Princess". Esta foi efetivamente uma nova marca criada pela British Leyland, embora o nome "Princess" já tivesse sido usado para a limusine Austin Princess de 1947 a 1956, e para o Vanden Plas Princess. O Princess é muitas vezes referido, incorretamente, como Austin Princess. Embora este nome não tenha sido usado no mercado do Reino Unido, foi usado na Nova Zelândia. O carro foi posteriormente remodelado como Austin Ambassador, um hatchback, produzido de 1981 a 1984 e disponível apenas na Grã-Bretanha e na Irlanda.
As vendas do Princess, embora inicialmente fortes, estavam diminuindo no final da década de 1970. Alguns concorrentes adicionaram uma quinta porta como um "hatchback", algo que faltava ao Princess (embora Harris Mann originalmente tenha projetado o carro com uma quinta porta traseira) e o grande setor de automóveis familiares foi vítima de um clima econômico ruim agravado ainda mais pela crise do petróleo da OPEP. O Princess estava em algum lugar entre o Ford Cortina e o Ford Granada em termos de tamanho, sendo projetado para competir com versões mais caras do Cortina, bem como com versões básicas do Granada. A British Leyland reestilizou o Princess com um porta-malas separado para que não competisse com os designs SD1 e Maxi existentes.
A versão limusine foi desenvolvida no final de 1975 e produzida em pequena escala por Woodall Nicholson. Baseado no topo de gama Princess 2200 HLS, esticado no pilar B para permitir mais espaço para o compartimento traseiro, a porta dianteira permaneceu inalterada, fazendo com que o carro parecesse estranhamente proporcionado de lado. A limusine Princess 2200 HLS foi produzida entre 1975 e 1979 e foi vendida principalmente para conselhos municipais locais (como carro municipal) e para o setor funerário. A limusine Princess era uma alternativa de custo mais baixo ao Daimler DS420 para uso do governo local.
A produção total foi de 224.942 unidades, com a maioria dos exemplares sucateados na década de 1990.

## Imagens

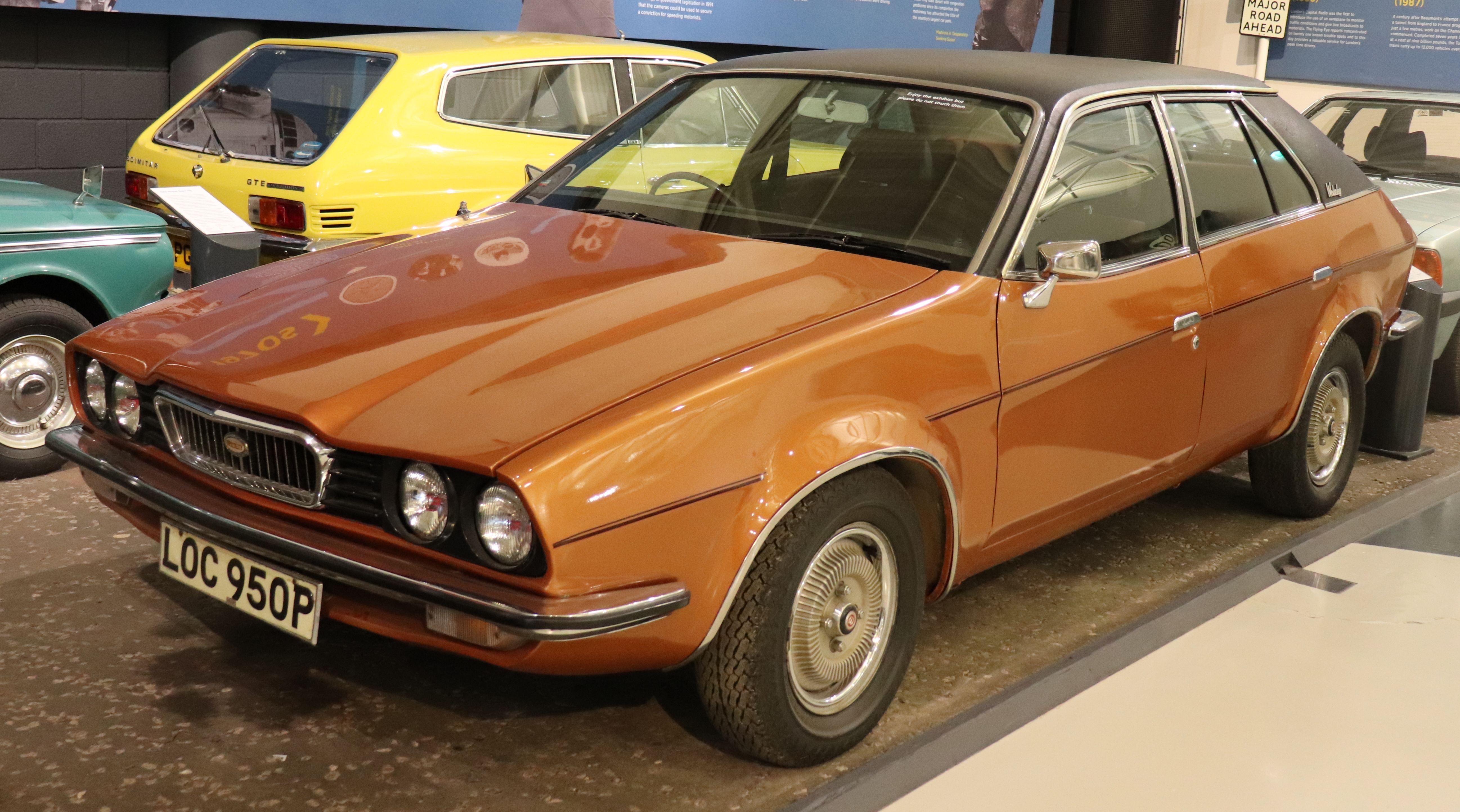
Leyland Princess 1975.